# Фагерста
Фагерста (швед. Fagersta) је један од великих градова у Шведској, у средишњем делу државе. Град је у оквиру истоименог Вестманландски округа, где је једно од значајнијих насеља. Фагерста је истовремено и седиште истоимене општине.

## Природни услови
Град Фагерста се налази у средишњем делу Шведске и Скандинавског полуострва. Од главног града државе, Стокхолма, град је удаљен 175 км северозападно.
Фагерста се развила у унутрашњости Скандинавског полуострва, у историјској области Берглаген. познатој по рударству. Подручје око града јебреговито, а надморска висина града се креће 90-130 м. Кроз Фагерсту протиче река Колбаксон. Око града има много малих језера.

## Историја
Први помен Фагерсте везује се за годину 1486. Већ тада је насеље било усмерено на рударство. Од 18. века ту се јављају и прве железаре.
Оно је добило градска права 1944. године.
У другој половини 19. века, са доласком индустрије и железнице, Фагерста доживљава препород. Ово је довело до достизања благостања, које траје и дан-данас.

## Становништво
Фагерста је данас град средње величине за шведске услове. Град има око 12.000 становника (податак из 2010. г.), а градско подручје, тј. истоимена општина има око 14.000 становника (податак из 2012. г.). Последњих деценија број становника у граду стагнира.
До средине 20. века Фагерсту су насељавали искључиво етнички Швеђани. Међутим, са јачањем усељавања у Шведску, становништво града је постало шароликије, али мање него у случају већих градова у држави.

## Привреда
Данас је Фагерста савремени град са посебно развијеном индустријом (посебно тешком). Последње две деценије посебно се развијају трговина, услуге и туризам.